# Miklós Ybl
Miklós Ybl (6. dubna 1814, Székesfehérvár – 22. ledna 1891, Budapešť) byl maďarský architekt, představitel historismu, jeden z předních evropských architektů druhé poloviny 19. století. Jeho nejznámějším dílem je Maďarská státní opera v Budapešti (1875–1884).
Po absolvování Polytechniky ve Vídni se stal asistentem Mihályho Pollacka (1832) a pracoval u Henrika Kotha mezi lety 1836 a 1840. V návaznosti na to se přestěhoval do Mnichova a pak do Itálie. Po návratu vstoupil do partnerství se synem Mihályho Pollacka, Ágostonem; společně zrekonstruovali zámek Ikervár hraběte Lajose Batthyányho. Jeho první velká práce byl kostel ve Fótu, postavený v letech 1845 až 1855.
Jeho rané projekty byly postaveny v romantickém stylu, ovlivněném východními motivy. Po druhé studijní cestě do Itálie roku 1860 se začal zajímat o možnost revitalizace italské renesance a navrhl několik novorenesančních budov. Mnoho z jeho staveb se stalo, a dokonce ještě dnes je, determinantními prvky panoramatu Budapešti: bazilika svatého Štěpána (1867–1891) s lázněmi Rác, trůnní sál a Krisztinavároské křídlo královského paláce. Také stavěl bezpočet kostelů, rezidencí a zámků v provinciích, dlouhodobě pracoval pro šlechtické rodiny Károlyiů nebo Wenckheimů.
Architektonická cena založená v roce 1953 byla pojmenována na jeho počest.

## Dílo
- 1845–1849 – Fót, zámek Károlyi
- 1845–1855 – Fót, římskokatolický kostel
- cc. 1852 – Budapešť, Grabovszky vila
- 1857–58 – Budapešť, Národní stáje
- cc. 1860 – Albertirsa, Szapáry krypta
- cc. 1860 – Leányfalu, Gyulai-vila
- cc. 1860 – Gerla, zámek Wenckheim
- 1860–1864 – Nagycenk, římskokatolický kostel
- 1862–től – Kecskemét, Evangelický kostel
- 1862–1865 – Budapešť, palác Festetics
- 1863 – Budapešť, Károly palác
- cc. 1865 – Fegyvernek, zámek Szapáry
- 1865–1879 – Budapešť, římskokatolický kostel, Bakáts
- 1867 – Budapešť, palác Pálffy
- 1867–1891 – Budapešť, bazilika svatého Štěpána
- 1870–1874 – Budapešť, Customs house
- cc. 1872 – Parád, Ybl Hotel
- 1873–1884 – Budapešť, Opera
- 1874–1982 – Budapešť, kiosk a bazar
- 1875–1879 – Ókígyós, zámek Wenckheim
- 1880–1882 – Parádsasvár, zámek Károlyi
- 1882–1888 – Budapešť, Clarisseum římskokatolický kostel
- 1883–1884 – Budapešť, palác Széchenyi
- cc. 1888 – Parád, Erzsébet Hotel
- stavby v Csurgó, Doboz, Kétegyháza, Lengyeltóti, Mácsa, Marcali, Ókigyós, Surány.

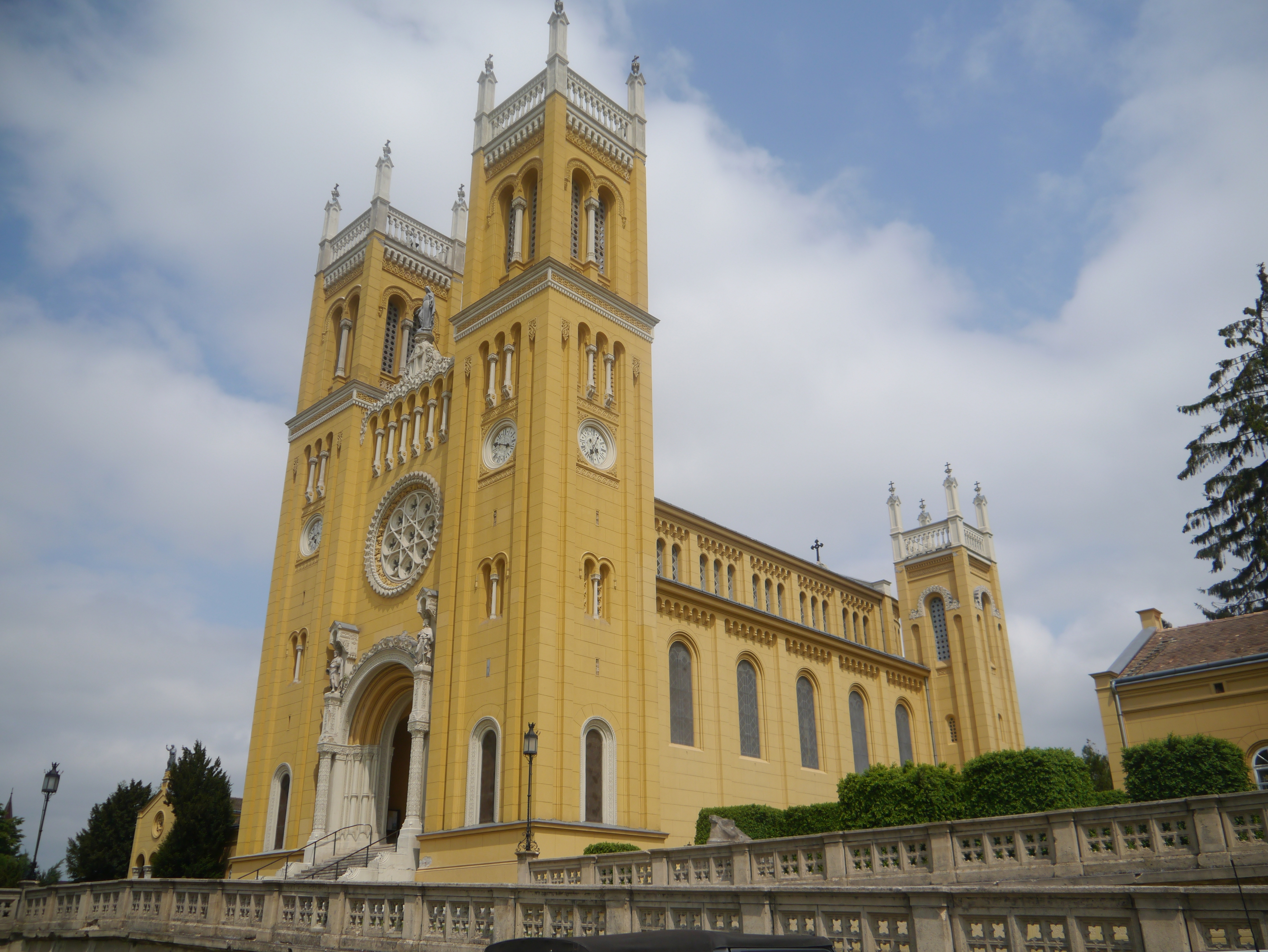
Kostel v Fótu
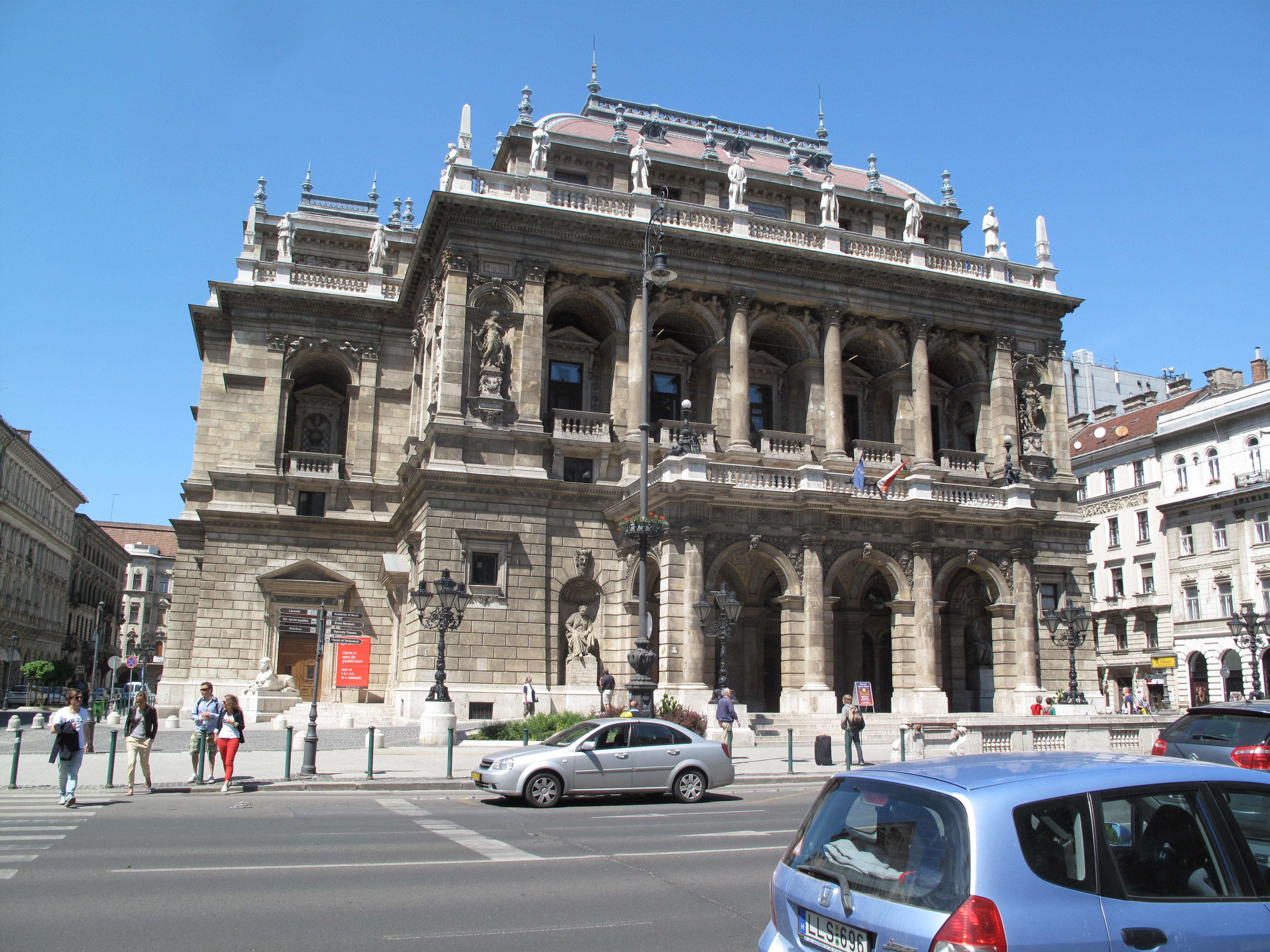
Maďarská státní opera
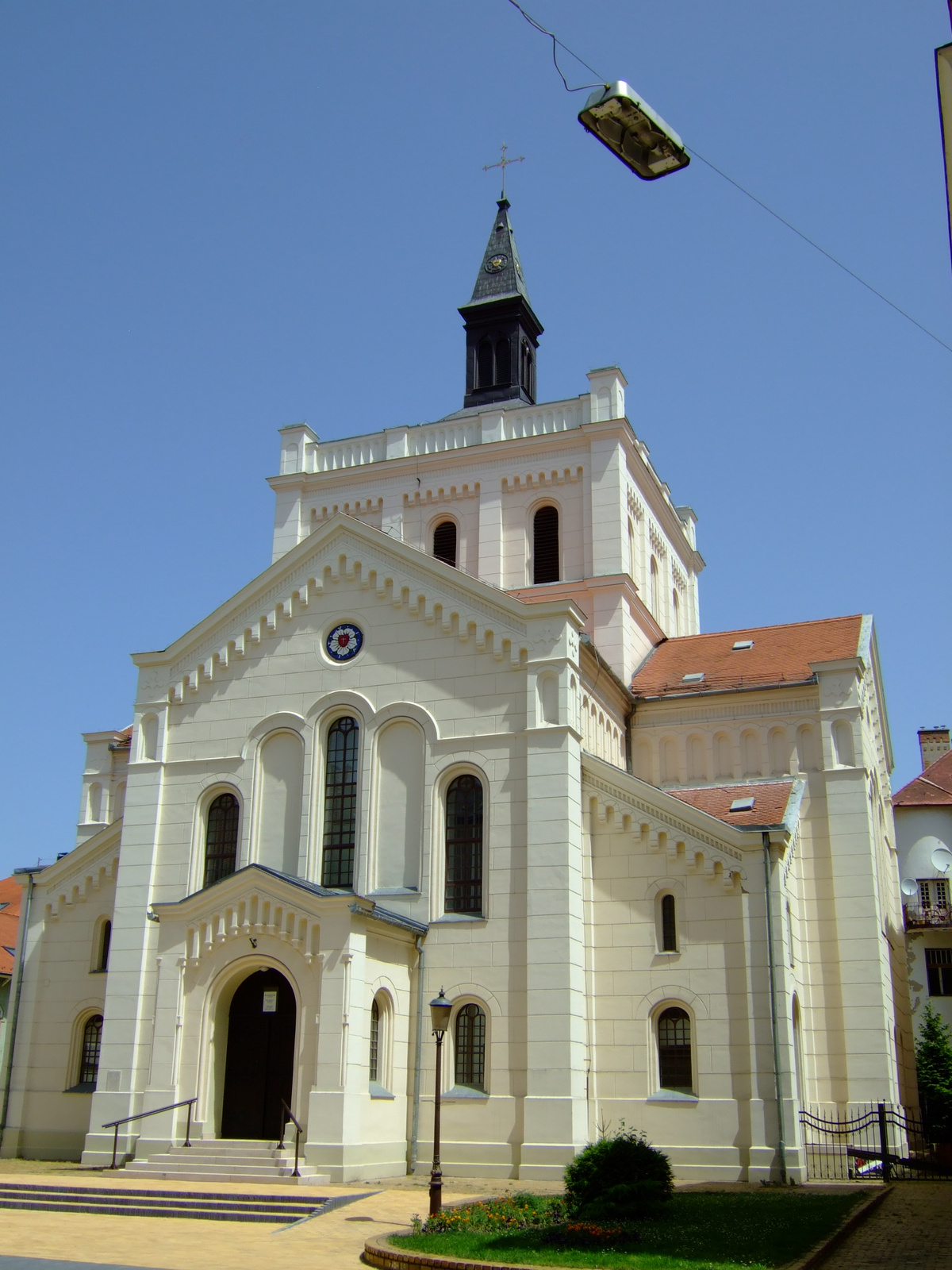
Kostel v Kecskemétu
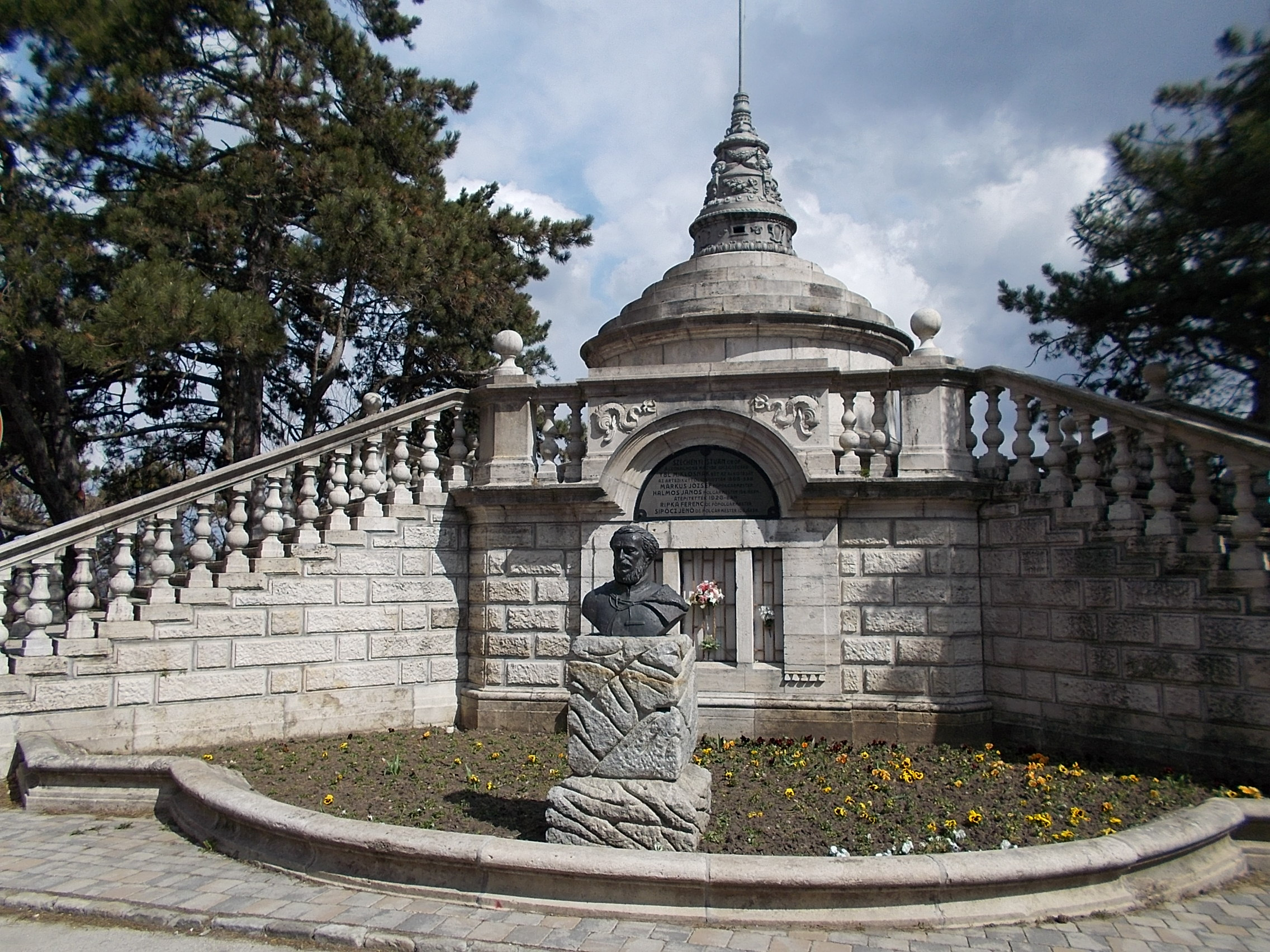
Památník Széchenyi